# Чапчачи (Астраханская область)
Чапчачи́ (калм. Чавчач) — посёлок в Харабалинском районе Астраханской области, входит в состав Кочковатского сельсовета. Как и во многих других населённых пунктах области, в Чапчачах большую часть населения составляют этнические казахи, второй по численности из народов региона.

## Физико-географическая характеристика
Посёлок расположен в степи в северо-западной части района, к северу от реки Ашулук недалеко от озёр Кордонное и Песчаное.
Расстояние до Астрахани по прямой составляет около 150 км, до районного центра города Харабали — 17 км, до административного центра сельского поселения села Кочковатка — 6 км, до крупного села Сасыколи — 9 км. По автодорогам расстояние до Харабалей составляет около 20 км.
Климат резко континентальный, с жарким и засушливым летом и бесснежной ветреной, иногда с большими холодами, зимой. Согласно классификации климатов Кёппена-Гейгера тип климата — семиаридный (индекс BSk).
Часовой пояс
Чапчачи, как и вся Астраханская область, находится в часовой зоне МСК+1. Смещение применяемого времени относительно UTC составляет +4:00.

## Население
| 2002 | 2010 |
| ---- | ---- |
| 391  | ↗403 |

Этнический состав
| Национальность | Численность (2010) | Процент |
| -------------- | ------------------ | ------- |
| Казахи         | 220                | 56%     |
| Русские        | 84                 | 21,4%   |
| Кумыки         | 44                 | 11,2%   |
| Молдаване      | 17                 | 4,3%    |
| Чеченцы        | 14                 | 3,6%    |
| Корейцы        | 5                  | 1,3%    |
| Татары         | 5                  | 1,3%    |
| Азербайджанцы  | 4                  | 1%      |
| Всего          | 393                | 100%    |

## Транспорт
В восточной части посёлка находится железнодорожная станция Чапчачи, обслуживающая поезда дальнего следования, следующие по маршруту Волгоград — Грозный и обратно. На автобусной остановке около железнодорожной станции останавливаются автобусы Астрахань — Сасыколи, отправляющиеся от астраханского автовокзала дважды в день. Без официальной остановки через посёлок также проходят автобусы, следующие в Ахтубинск, Знаменск, Волгоград, Москву и другие города. Время поездки до Астрахани составляет около от трёх до трёх с половиной часов как железнодорожным, так и автобусным транспортом.

## История
При Екатерине II, когда не настало еще время соленых озер Баскунчак и Эльтон, небольшой холм Чапчачи высотой 14 метров служил главной солонкой Российской Империи (в то время пермский соляной промысел уже шел на спад, а разведка восточных озер Астраханской губернии представляла собой опасность).